# Калга (река, впадает в Белое море)
Ка́лга — река в России, протекает по территории Лоухского и Кемского районов на севере Карелии, является основным стоком Энгозера. Длина реки — 59 км, площадь водосборного бассейна — 1590 км².

## Географические сведения
Высота истока — 71,4 м над уровнем моря. Общее падение — 71 м. Протекает через 7 озёр (Песчаное; Поригозеро; Пиртозеро; Амбарное: Верхнее, Среднее, Нижнее; Калгозеро).
Ни одного населённого пункта, кроме посёлка Энгозеро и деревни Калгалакша, на маршруте нет.

## Физические сведения
Среднегодовой расход воды 10 м³/с. Питание реки дождевое и снеговое.

## Животный и растительный мир
Фауна в районе реки Калга — типичная для Карелии: здесь обитают такие животные, как медведь, рысь, барсук и волк, а также более редкие представители, как например, кабаны, енотовидная собака и другие.
Птицы — типичные для Карелии — зяблики, рябчики, тетерева, гуси, утки, чайки и другие. Пресмыкающиеся: гадюки, ужи и ящерицы. Насекомые: комары, мошки, слепни.
В Калге водится разная рыба: окунь, щука, краснопёрка и другая.
По берегам Калги преобладают хвойные (преимущественно сосновые) леса. Лиственные породы: берёза пушистая, берёза бородавчатая. Здесь произрастают во множестве брусника, черника, морошка, голубика, клюква. Также здесь много различных грибов.

## Туризм
Река Калга является одним из популярных водных маршрутов среди туристов. На ней есть несколько порогов третьей категории сложности (например Грива, Офицерский) и большое количество более простых порогов.